# Hellen
Hellen (Oudgrieks: Ἕλλην) is een figuur uit de Griekse mythologie. Hij was de zoon van Deukalion en Pyrrha en werd in de Oudheid gezien als degene van wie de Griekse naam voor de Grieken, namelijk Ἕλληνες ('Hellenen'), afkomstig is.

## Familie en koningschap
Verschillende antieke schrijvers vermelden Hellen als een zoon van Deukalion, koning van Phthiotis, maar stellen dat hij 'volgens sommigen' Zeus als vader had. Hyginus vermeldt Hellen alleen als zoon van Zeus. Bij de nimf Orseïs of Othreïs had Hellen drie zonen: Doros, Xouthos en Aiolos. Deze Aiolos werd door Hyginus verward met Aiolos, bewaarder van de winden, wanneer hij Hellen vader van deze laatste Aiolos noemt. Verder hadden Hellen en Orseïs volgens Hellanikos ook nog een dochter genaamd Xenopatra.
Konon en Strabo vertellen dat Hellen het koningschap van zijn vader Deukalion erfde en als grenzen van zijn territorium de rivieren de Asopos en de Enipeus of de Peneios instelde. Aiolos wees hij als zijn erfgenaam aan. Doros kreeg daarnaast een deel van de bevolking toegewezen, en vertrok om bij de Parnassos een kolonie te stichten. Daarentegen ging Xouthos naar Athene. Pseudo-Apollodoros stelt echter dat Hellen het land onder zijn zonen verdeelde, waarbij Xouthos de Peloponnesos kreeg, Doros het land 'buiten de Peloponnesos' en Aiolos Thessalië.

## Hellen alseponiemvan de Hellenen
In de Oudheid werd gedacht dat de term 'Hellenen' afkomstig was van de naam 'Hellen', hoewel er verschillende versies van dit idee in omloop waren. Zo kwamen volgens Thoukydides Hellen en zijn zonen aan de macht in Phthiotis en schoten toen diverse andere Griekse steden te hulp. Deze werden dan vanwege hun associatie met Hellen 'Hellenen' genoemd. Dat zou ook de reden zijn dat de mannen van Achilles uit Phthiotis door Homeros 'Hellenen' genoemd worden. Pas later zou men de naam 'Hellenen' gaan gebruiken als aanduiding voor alle Grieken. Pseudo-Apollodoros geeft een iets afwijkende versie wanneer hij stelt dat Hellen de Grieken naar zichzelf vernoemd had. Aristoteles meent op zijn beurt dat Hellen de voorouder van alle Hellenen was.